# Weinbergen (Mühlhausen/Thüringen)
Weinbergen – dzielnica miasta Mühlhausen/Thüringen w Niemczech, w kraju związkowym Turyngia, w powiecie Unstrut-Hainich. Do 31 grudnia 2018 samodzielna gmina.